# Scărișoara (okręg Bacău)
Scărișoara – wieś w Rumunii, w okręgu Bacău, w gminie Corbasca. W 2011 roku liczyła 719 mieszkańców.